# Museo de San Javier
El Museo de San Javier es un museo de historia local del municipio de San Javier en la Región de Murcia (España). Inaugurado en 1996 en la antigua Casa Cuartel de la Guardia Civil, presenta varias salas temáticas dedicadas a las labores agrícolas, la pesca tradicional o a la Academia General del Aire, así como al llamado Belén de España y al periodista Tico Medina.

## Historia
La fundación del museo comenzó a gestarse en febrero de 1995, a raíz de una iniciativa regional denominada «Murcia recupera: ¿somos? ¿qué fuimos?», que tenía como objetivo recuperar y divulgar la memoria histórica local mediante la recopilación de datos, objetos y utensilios antiguos. El Ayuntamiento de San Javier acogió la iniciativa y eligió a la antigua Casa Cuartel de la Guardia Civil como sede. Al finalizar la recopilación de material histórico y gráfico, el museo abrió sus puertas el 30 de marzo de 1996, que contaba inicialmente con la Sala Etnológica.
En junio de 1996 se inauguró la sala destinada al Belén de España, que exhibe escenas del mismo junto con representaciones costumbristas propias de la huerta murciana. Posteriormente, tras la visita del periodista Tico Medina, se decidió dedicar la planta superior del edificio a la Sala del Reportero. Tras la rehabilitación integral del edificio, el museo quedó inaugurado oficialmente en su conjunto el 27 de mayo de 1999.

## Arquitectura
La institución tiene como sede el edificio de la antigua Casa Cuartel de la Guardia Civil, construcción de principios del siglo XX. El inmueble fue rehabilitado a finales de los años noventa para su uso como museo. Consta de dos plantas dispuestas alrededor de un patio central, donde se exhibe una avioneta militar. La entrada da acceso directo al patio, donde a la derecha se encuentran la dirección y la Sala Etnológica y a la izquierda la sala dedicada al belén. La planta superior alberga la Sala del Reportero y una sala de exposiciones temporales. El edificio presenta una arquitectura propia de los antiguos cuarteles, con una fachada sobria, hileras de ventanas paralelas y una puerta principal con arco.

## Exposición

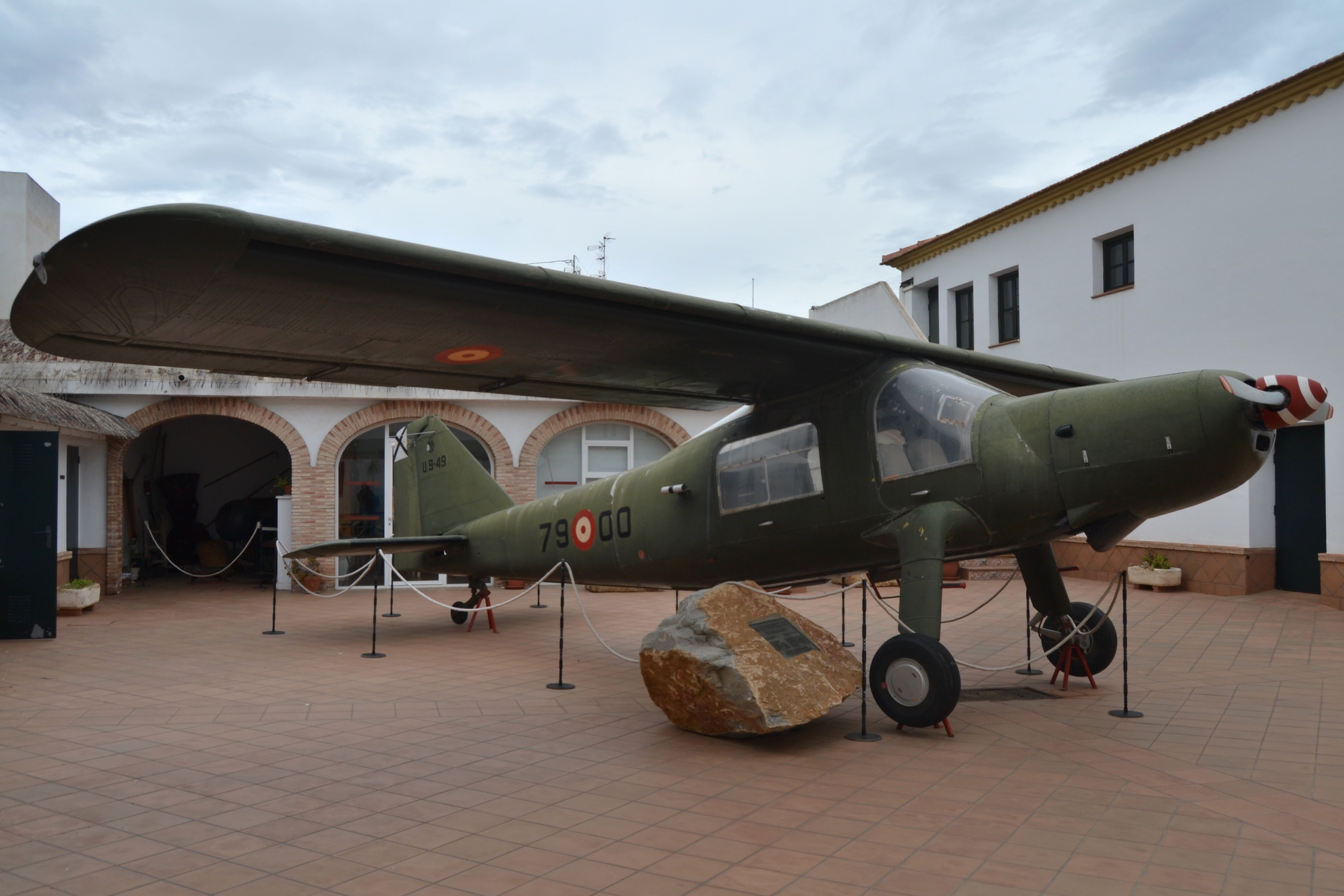
El Dornier Do 27 en el patio del museo.

La primera planta del museo alberga dos salas principales: la Sala del Belén y la Sala Etnológica. En la primera se encuentra expuesto el Belén de España, una muestra permanente que, durante la Navidad, se traslada a la Plaza de García Alix de San Javier. Las escenas representadas combinan episodios religiosos con escenas costumbristas del campo y la huerta murciana, incluyendo oficios tradicionales y figuras animadas. La Sala Etnológica está compuesta por varias secciones: una dedicada al campo, con una muestra de herramientas agrícolas tradicionales; otra acerca de la vida cotidiana, con un dormitorio y vestimenta del siglo XIX, una cocina tradicional y diversos documentos históricos; una exposición sobre pesca tradicional, con utensilios históricos y maquetas de encañizadas; y un apartado dedicado a la Academia General del Aire. La planta incluye también una pequeña muestra arqueológica y un taller de historia local.
El patio central del edificio alberga una avioneta Dornier Do 27, avión utilitario donado por el Ejército del Aire al Ayuntamiento de San Javier, que realizó su primer vuelo el 8 de abril de 1955. En el piso superior se encuentra la Sala del Reportero, con una exposición monográfica dedicada al periodista Tico Medina, que incluye una biblioteca, hemeroteca y manuscritos del reportero, además de diversas herramientas del oficio, una galería de fotografías y una sección dedicada a los viajes del personaje y los materiales que recopiló.